# Ottokar Weber
Ottokar Weber, född 1860 i Prag, död 1927, var en böhmisk historiker.
Weber blev 1893 extra ordinarie och 1900 ordinarie professor i historia i Prag. Bland hans skrifter märks Die Quadruppelallians vom Jahre 1718 (1887), Der Friede von Utrecht (1891), "1848" (1904; andra upplagan 1910), Von Luther zu Bismarck (12 biografier, avsedda att ge grundlinjerna i Tysklands historia under nyare tid, 1906; andra upplagan 1913), Deutsche Geschichte 1648-1806 (1913), Das Entstehen und Werden der englischen Grossmacht (1915), Balkanprobleme (1916) och Čechoslovakische Vaterlandskunde (1924).